# Anisozyga expansa
Anisozyga expansa är en fjärilsart som beskrevs av Louis Beethoven Prout 1933. Anisozyga expansa ingår i släktet Anisozyga och familjen mätare. Inga underarter finns listade i Catalogue of Life.